# راگ‌لند (ویرجینیای غربی)
راگ‌لند (به انگلیسی: Ragland) یک منطقهٔ مسکونی در ایالات متحده آمریکا است که در شهرستان مینگو، ویرجینیای غربی واقع شده‌است.